# Constant Montald
 (avril 2022).
Si vous disposez d'ouvrages ou d'articles de référence ou si vous connaissez des sites web de qualité traitant du thème abordé ici, merci de compléter l'article en donnant les références utiles à sa vérifiabilité et en les liant à la section « Notes et références ».
Constant Montald, né à Gand le 4 décembre 1862 et mort à Bruxelles le 5 mars 1944, est un peintre et sculpteur belge.

## Biographie

### Formation 1862-1893
Constant Montald est le fils de Joannes Montald, cordonnier, et de Maria Francisca Bruisschaert. Le 9 août 1892, il épouse Gabrielle Canivet (1867-1942), artiste elle aussi, spécialiste des compositions décoratives sur étoffes. 
Dès les années 1874, Constant Montald suit dans la journée les cours de peinture décorative à l’École Technique de Gand, et le soir avec son frère Séraphin ceux de l'Académie des beaux-arts de la même ville, dirigée par Théodore Canneel. Il remporte le grand prix du modèle vivant de cette Académie, prix qui lui vaut une bourse d’études de la part de la ville. À partir de 1885, il séjourne à Paris, en tant qu'élève de l'École des Beaux-Arts, avec son compagnon le peintre et affichiste Privat-Livemont.
À la vue des copies faites par Baudry de quelques figures de la voûte de la chapelle Sixtine de Michel-Ange, qu'il se sent irrésistiblement attiré par la peinture monumentale. À Paris encore, il peint, la même année, sa première toile monumentale La lutte humaine (5 × 10 m), qu'il expose au Salon de Gand en 1886. Il l'offrira plus tard à sa ville natale.  Cette toile était destinée au grand hall — la salle des pas perdus — de l’ancien Palais de justice, au cœur de la ville. Elle se trouve actuellement au musée des Beaux-Arts de Gand. 

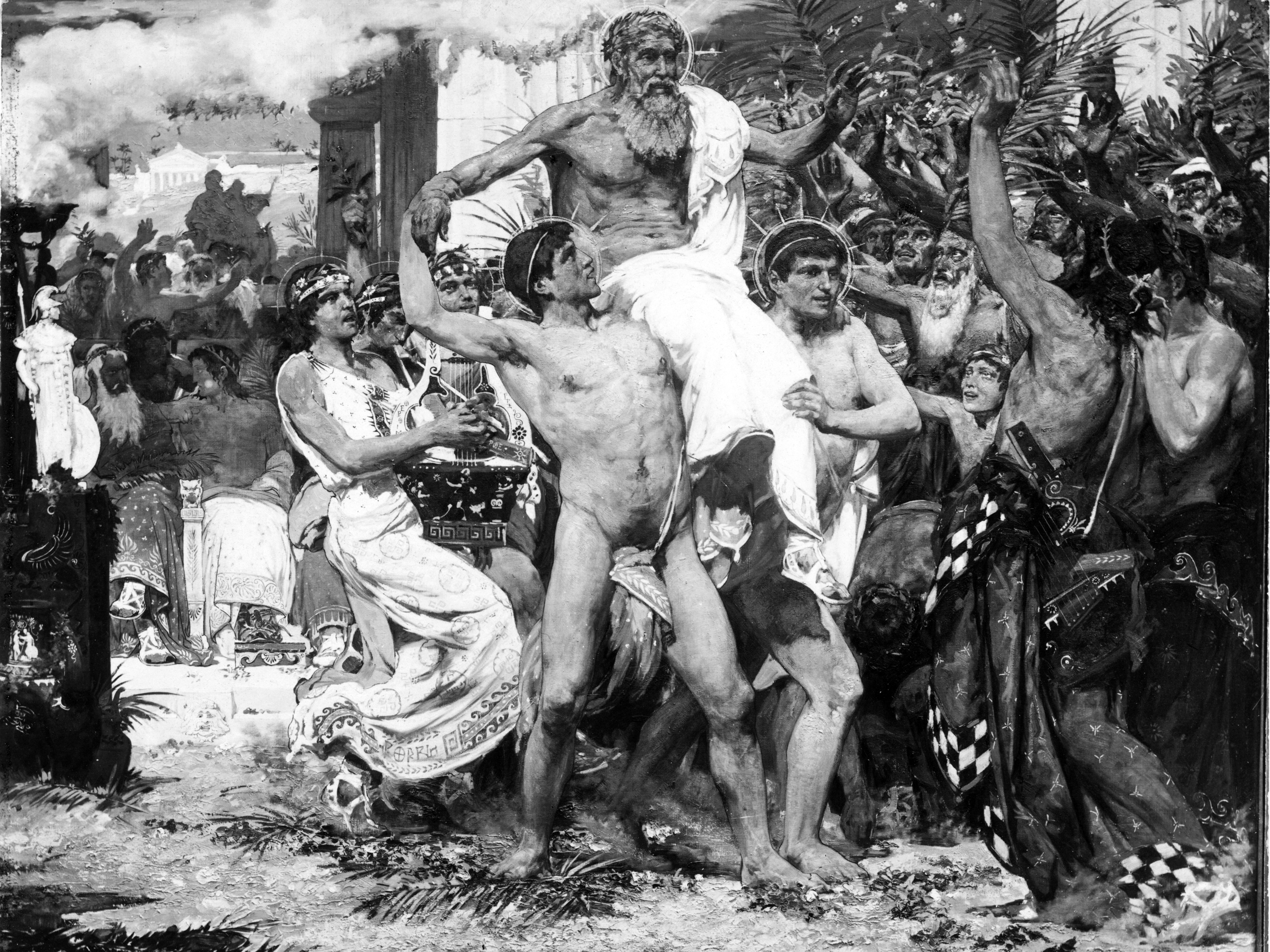
'Prix de Rome' : Diagoras porté en triomphe.

En 1886, il gagne le Prix de Rome belge avec le tableau Diagoras porté en triomphe par ses fils, vainqueurs des Jeux olympiques de la Grèce antique. 

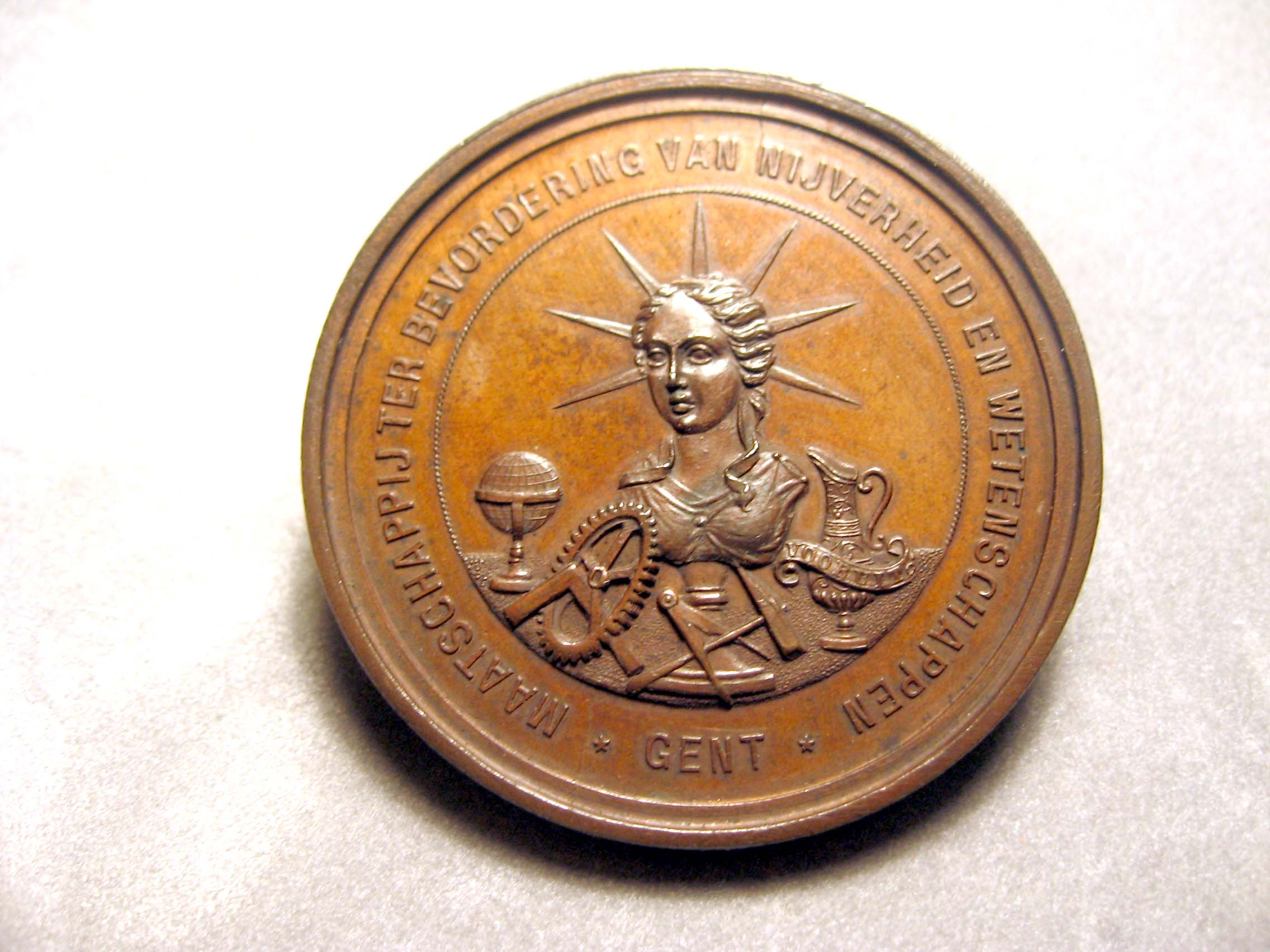
L'exergue indique la société qui attribue la médaille, à savoir La Société pour la promotion de l'Industrie et des Sciences, Gand.

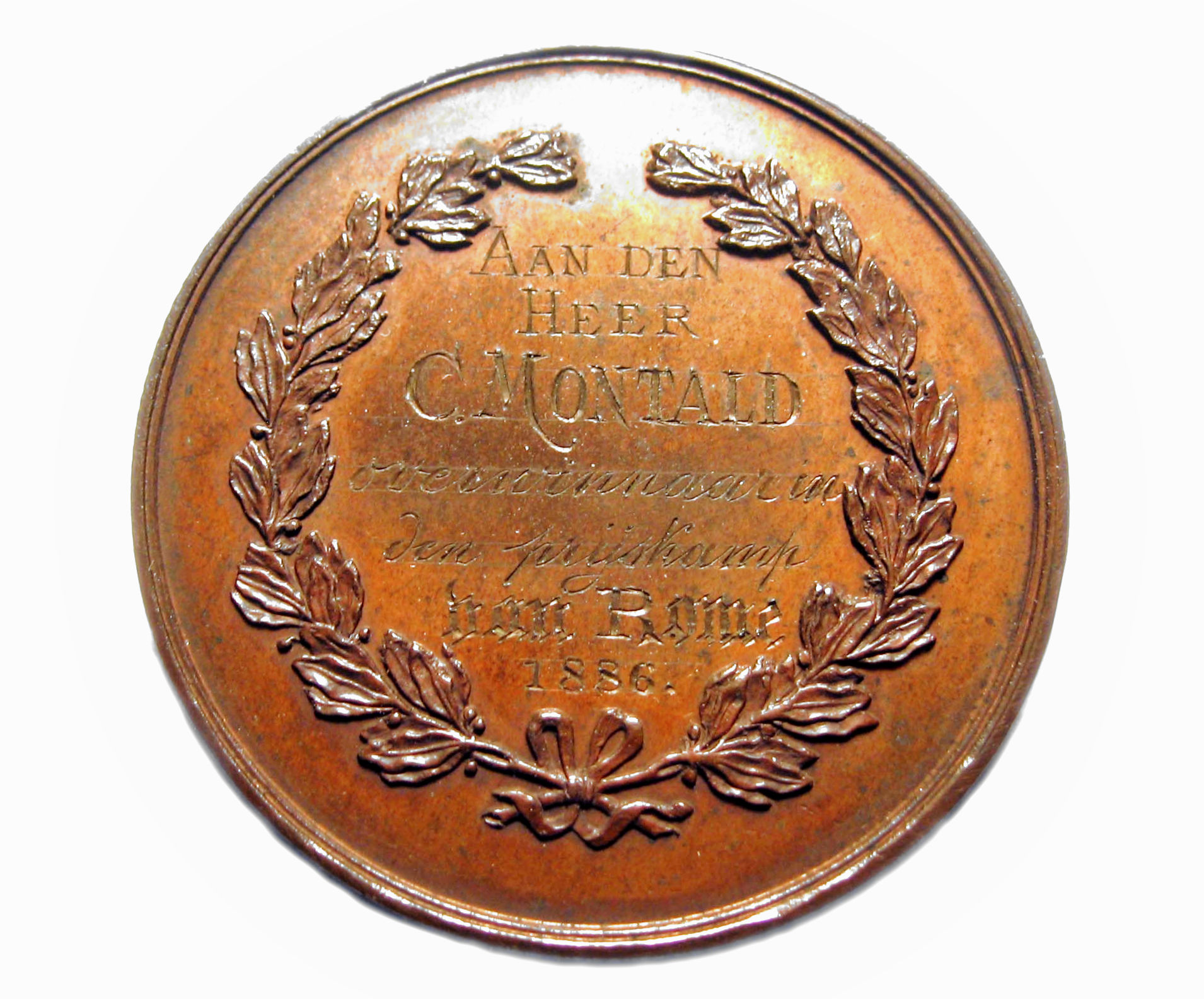
Au revers, on lit : "A C. Montald, vainqueur du concours Prix de Rome, 1886".

À cette occasion, la ville organise une grande fête pour célébrer son artiste. La Société pour la promotion de l’Industrie et des Sciences lui décerne également une distinction avec médaille (voir photo de la médaille).
Grâce au prix de Rome, Montald peut entreprendre un voyage en Italie. Il s'y rend de 1887 à 1890 où il séjourne à Florence et à Rome. Il s'intéresse aux peintures murales de Pompéi, à la décoration intérieure de Saint-Marc à Venise, à la chapelle Sixtine de Michel-Ange et à l'œuvre de Giotto. C'est à Rome  qu'il entreprend l'étude et la réalisation d'une toile énorme L'Antagonisme social ou la lutte des classes, qu'il présentera en 1891 au Palais du Cinquentenaire à Bruxelles. 

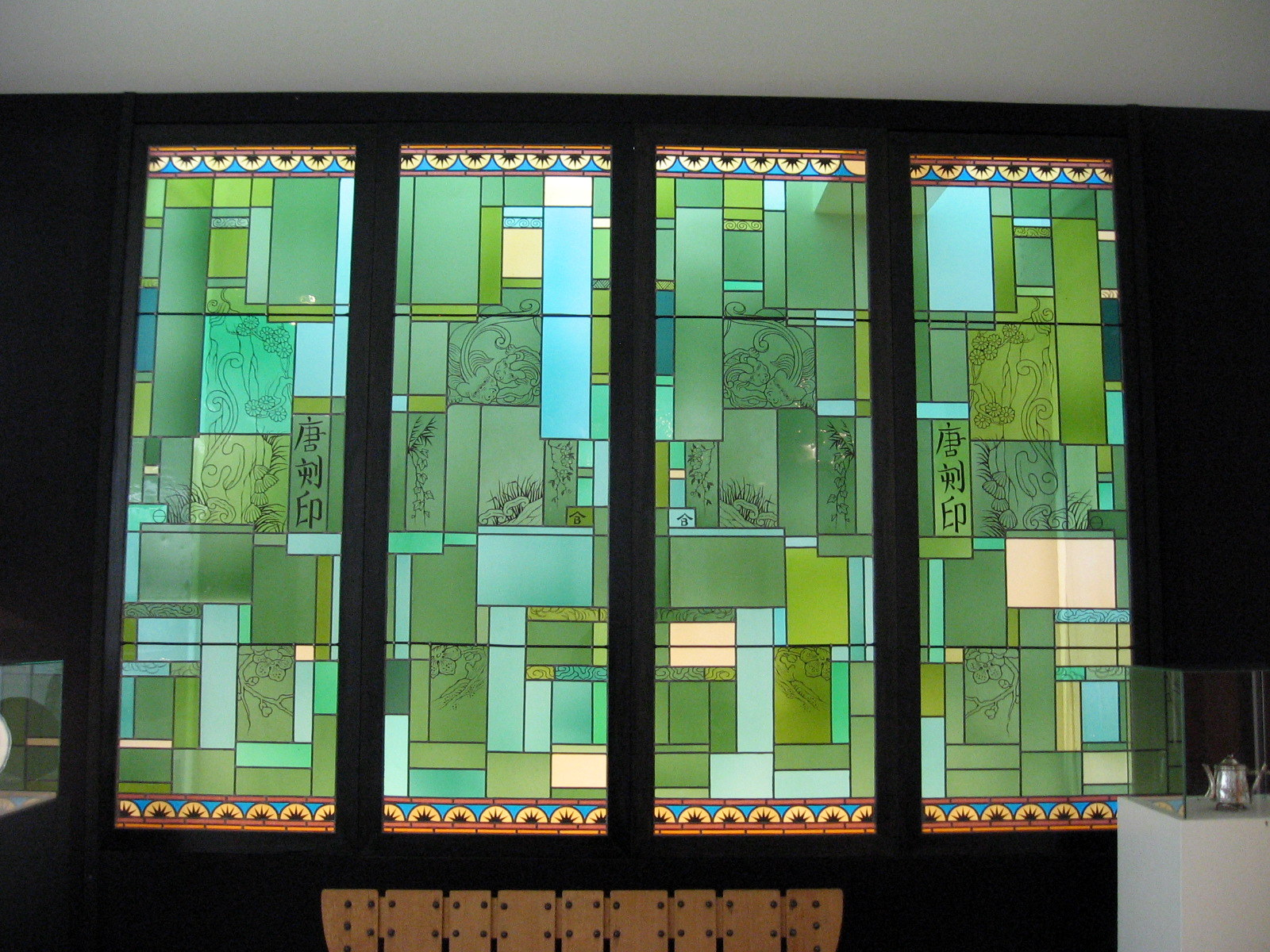
Vitraux (1889)

Il se rend en Égypte, d'où il ramène, outre des croquis, l'idée d'une nouvelle œuvre monumentale Les Harpes Éoliennes, réalisée en 1889, qui sera exposée au Salon de Gand en 1892 ; l'œuvre y sera violemment critiquée. Le tableau se trouve maintenant dans le dépôt des Musées royaux des Beaux-Arts de Belgique. 
De retour à Gand, il réalise la décoration de la petite salle à manger d'une maison bourgeoise.[réf. nécessaire]

### Le Symbolisme 1894-1913
En 1894, il participe avec Jean Delville, Auguste Donnay et Léon Frédéric à une exposition à Bruxelles, organisée par le groupe d'étude ésotérique Kumris. 
En 1896, il gagne l'épreuve destinée à choisir le chargé de cours pour les arts décoratifs à l'Académie royale des beaux-arts de Bruxelles.
La même année, il prend part au Premier Salon d'Art Idéaliste de Jean Delville. Ses amis Victor Rousseau et Léon Frédéric y participent aussi. Montald conçoit la décoration pour le tympan de la façade du Théâtre royal néerlandais (nl) à Gand (1897-98), édifice conçu par l'architecte Eduard De Vigne. 

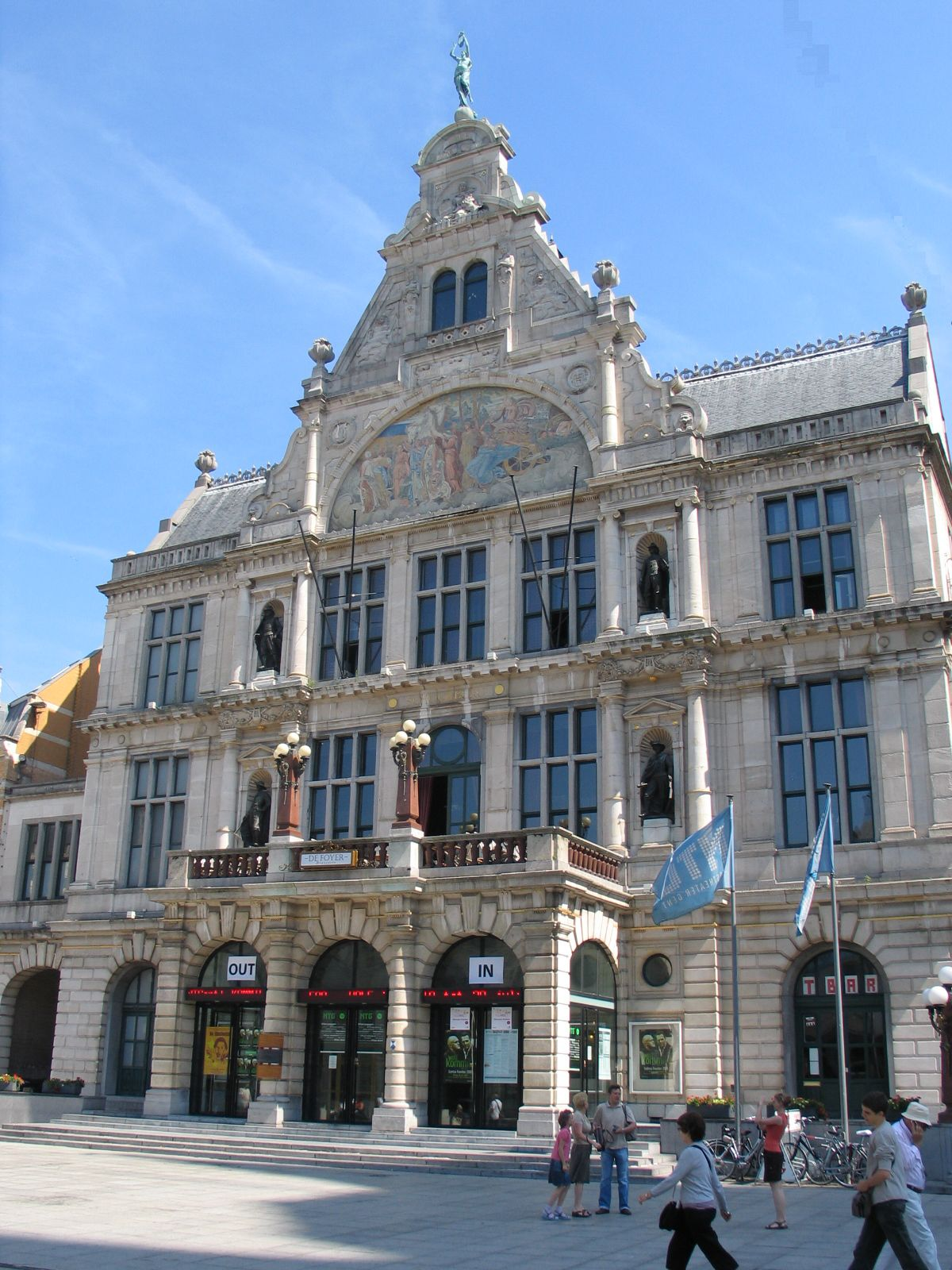
Mosaïque (Tympan) d'après un tableau de Montald (1899) se trouvant à la School of Arts-KASK de Gand.

Durant cette période, l’art de Montald subit une révolution. Dans les cercles ésotériques où il évolue alors, on prétend « élever l’art au-dessus de la réalité afin d’exprimer l’idée ». Montald, qui avait été subjugué par la basilique Saint-Marc à Venise, mystérieuse et impressionnante, est gagné à cette idée. Les images de la basilique l’avaient rendu très sensible à la forte interaction entre les arrière-plans dorés et la couleur. C'est dans cet esprit qu'il peint vers 1907 des œuvres comme La Barque de l'Idéal et La Fontaine de l'inspiration, prêtées aux Musées royaux des Beaux-Arts de Belgique à Bruxelles. Il les avait destinées à l’origine au grand forum du Musée de Bruxelles. Ce n’est qu’après de longues pérégrinations qu’elles arriveront finalement à ce musée.
Ensuite, il peint encore L'Arbre bénit. Lorsque, en 1906, il expose ces trois tableaux à Bruxelles, il obtint la médaille d'Or. 
Dans la première de ces trois œuvres, La barque de l’idéal, on constate que le peintre subit encore la forte influence des préraphaélites. Plus tard, il s’oriente petit à petit vers une intégration plus poussée de la figure humaine dans un décor végétal : des arbres aux branches tortueuses, des rideaux de fleurs, des arbustes et des gazons parsemés d'une végétation irréelle. La figure humaine se voit absorbée par la nature et est réduite à un rôle de simple figurant. Il s’agit en somme d’un monde élyséen composé de parcs et de fontaines, exécuté en un dessin ornemental dans lequel prédominent les teintes or et bleu d’origine byzantine, évoluant dans un rythme serein. La peinture devient une musique visualisée.

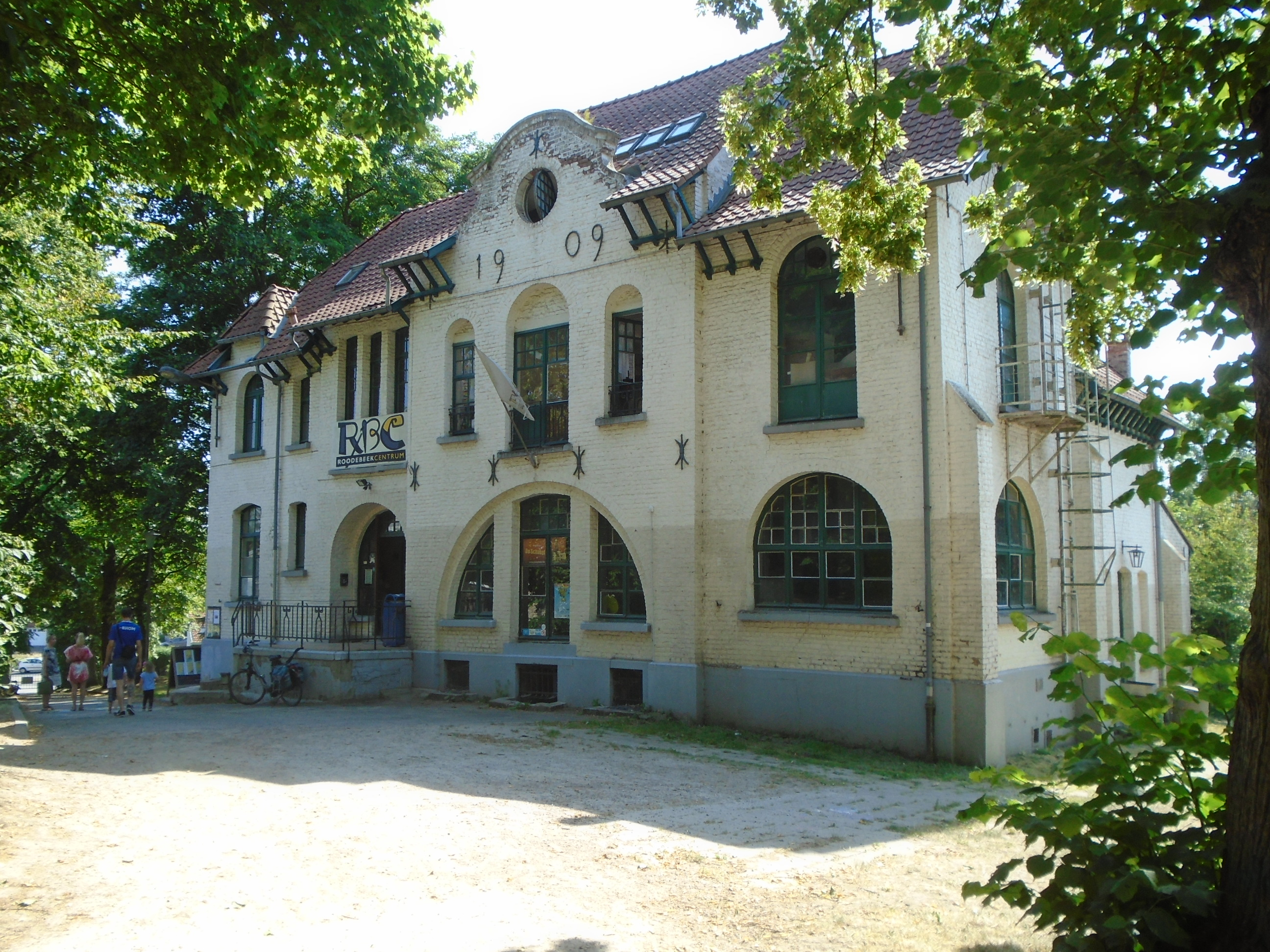
Villa Montald, Woluwé-Saint-Lambert, construite en 1909

En 1909-1910 Montald se fait construire une villa monumentale à Woluwe-Saint-Lambert. Très vite, elle devient un lieu de rencontre pour une élite intellectuelle triée sur le volet. Les Montald y accueillent régulièrement le poète Émile Verhaeren dont Constant avait fait la connaissance en 1898, dans l’atelier du sculpteur Charles Van der Stappen. Les deux artistes deviennent des amis intimes. Au cours de leur amitié, exécutera plusieurs portraits de son ami Verhaeren. Il y reçoit aussi l'auteur autrichien Stefan Zweig et sa Majesté la reine Élisabeth (1876-1965) lui rendit visite.

### L'Art monumental 1914-1944
La Première Guerre mondiale empêche Montald de continuer à peindre des œuvres monumentales. Il doit se contenter désormais de travailler sur chevalet : notamment des paysages observés dans les environs de sa villa à Woluwe-Saint-Lambert.
En 1920, il participe à la création du groupe L'Art monumental, avec entre autres les peintres, Jean Delville, Émile Fabry, Albert Ciamberlani, Émile Vloors et Omer Dierickx. Le groupe veut favoriser un art monumental et décoratif en symbiose avec l’architecture, aidant ainsi à l’instruction et à l’édification du grand public. Leur projet le plus remarquable est sans conteste la décoration des galeries semi-circulaires nord et sud des bâtiments du Cinquantenaire. Pour ce projet, Montald dessine six études. En 1926, une entreprise spécialisée exécute ce projet en mosaïque. 
En 1922, Montald crée à nouveau une toile monumentale : La France et la Belgique désaltèrent leurs enfants à la fontaine du Bien et du Droit. Poussé par sa chaude sympathie pour l’allié de la Première Guerre mondiale, l'artiste l’offre généreusement à la France. Il sera d’ailleurs nommé  Chevalier de la Légion d'honneur en 1925.
Il peint en 1934 deux toiles décoratives pour l’amphithéâtre du Théâtre de la ville de Louvain. L'une de ces toiles (diam. 9,25 m) est suspendue au plafond, l’autre (longue de 11,5 m et haute de 2,25 m) orne, telle une frise, le haut de la scène (voir la reproduction plus bas à gauche). Cette frise représente d’un côté Apollon et les Muses et de l’autre Orphée pleurant Eurydice.  

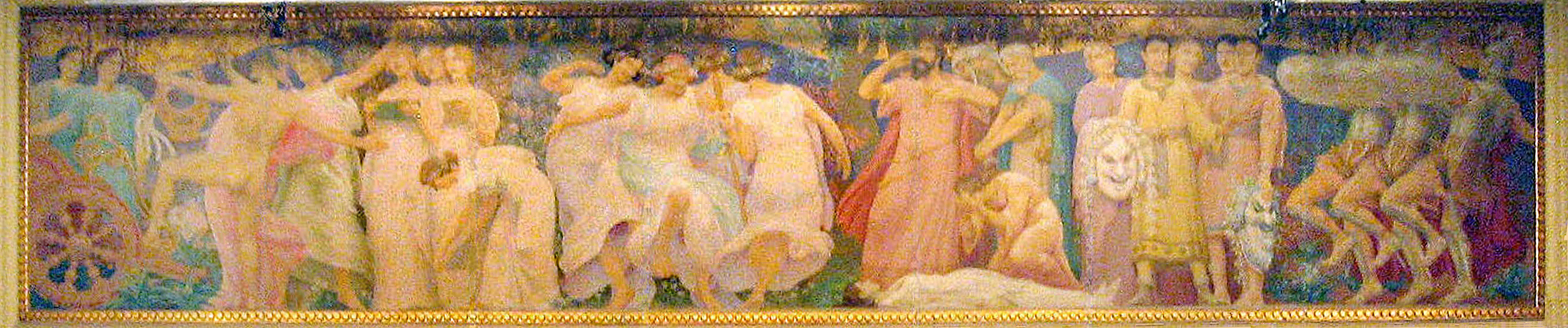
Frise au-dessus de la scène de l'amphithéâtre du Théâtre de Louvain
Apollo et les Muses et Orphée pleurant Eurydice, 1934

Durant 37 ans (jusque 1932), Constant Montald a exercé une influence considérable en sa qualité de chargé de cours à l'Académie royale des beaux-arts de Bruxelles. Parmi ses nombreux élèves, on compte René Magritte, Paul Delvaux, Anto Carte, Paul Cauchie, Louis Van den Eynde,  Jan De Cooman, Joseph Lacasse, Armand Bonnetain, Jean Maillard, Geo de Vlamynck, Edgard Tytgat ou Gérard Laenen,. En 1937, il a été nommé directeur de sa classe. 
Le 7 juillet 1934, il devient membre de l'Académie royale de Belgique. Son dernier grand projet décoratif, à savoir les peintures murales pour le mur du cimetière de l‘abbaye Notre-Dame d’Orval, fut achevé par son élève Anto Carte. Il est nommé  Commandeur de l'ordre de Léopold en 1938.
Devenu veuf en 1942, il meurt le 5 mars 1944 d’une congestion cérébrale, en descendant du tramway.

## Œuvre
Constant Montald a subi l’influence du symbolisme et de l'Art nouveau : en effet, toute une part de son œuvre est impensable sans l’impact de ces courants. Toutefois, il évoluera dans le sens d’un art allégorique. Si, pour le symbolisme, le tableau en tant qu’image est un symbole — et symbole de quelque chose qui reste inexprimée —, alors l’allégorie est la représentation explicite, analytique et conventionnelle d’une idée abstraite, conçue à l’avance. Tout comme ses compagnons de route, Émile Fabry et Albert Ciamberlani, Montald a toujours été adepte d’un art allégorique : ce faisant, il prétend atteindre une forme d’art supérieur : la peinture décorative et allégorique. Dans son opinion, celle-ci devrait contribuer à réaliser l’idéal d’un socialisme humanitaire, rêve que couvaient les artistes de ces cercles.[réf. nécessaire]
- Le nid (1893), Musées royaux des Beaux-Arts de Belgique
- Vitraux (1889) Design Museum Gent, à Gand
- Portrait de Mme C. Montald, 1908, Musées de Liège[7]
- Paysages enneigés, paysans et baigneuses
- Tableaux, dessins et portraits dÉmile Verhaeren
- Peintures murales
- Statues, esquisses pour affiches, illustrations pour La Légende d’Ulenspiegel[8], diplômes, timbres-poste et télégrammes

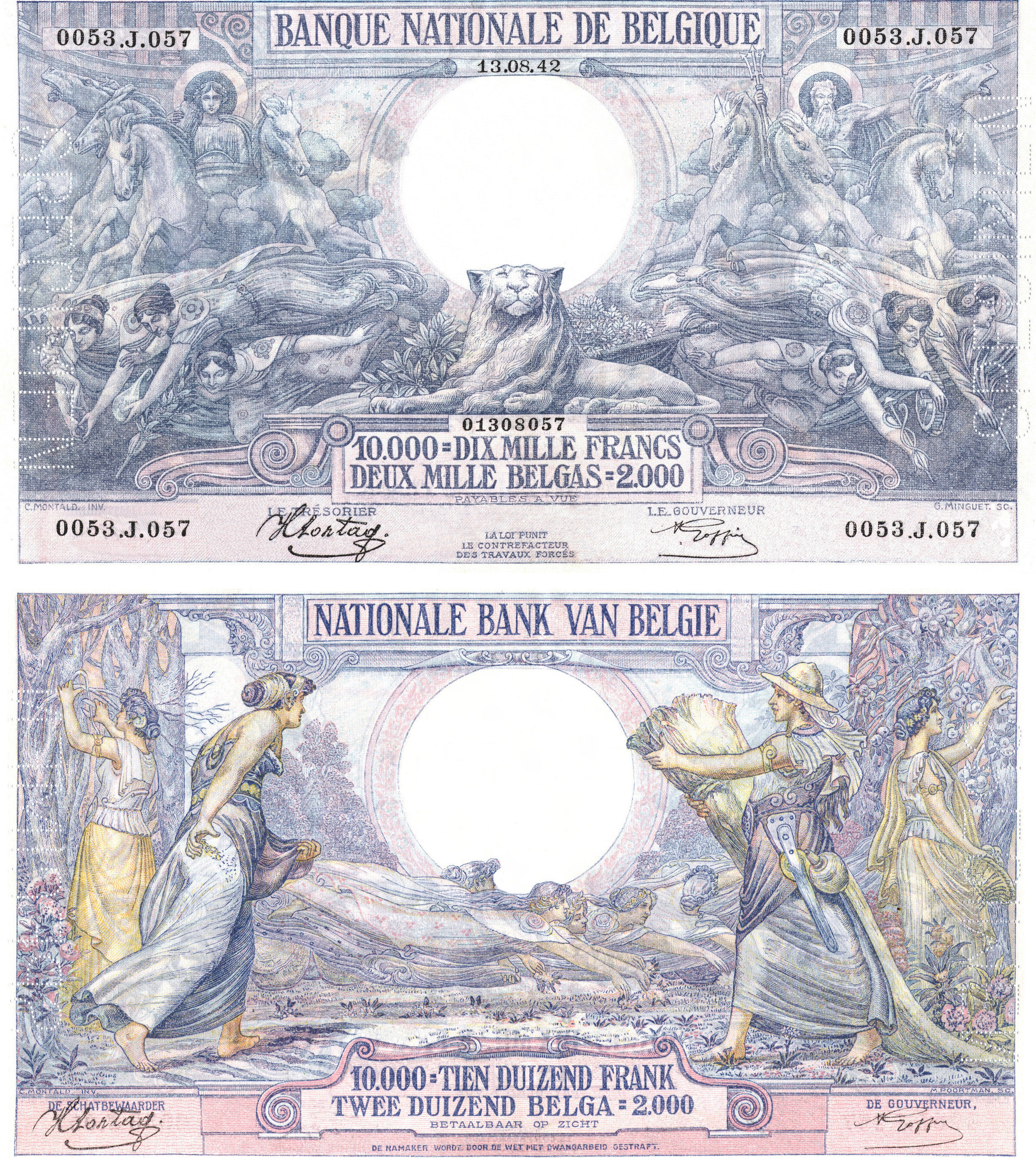
Le billet de 10000 francs de 1929 dessiné par Montald.

- Des billets de banque (1929) de 50, 100 et 10 000 francs pour la Banque nationale de Belgique.

En 1929, il peint La ruée humaine (5 × 10 m), très semblable à La lutte humaine. Lorsque, en 1931, l’État belge acquerra cette toile, Montald écrit une lettre à la reine Élisabeth pour la remercier de son intervention. Depuis, la toile orne l’une des salles de cet ancien Palais de justice.[réf. nécessaire]

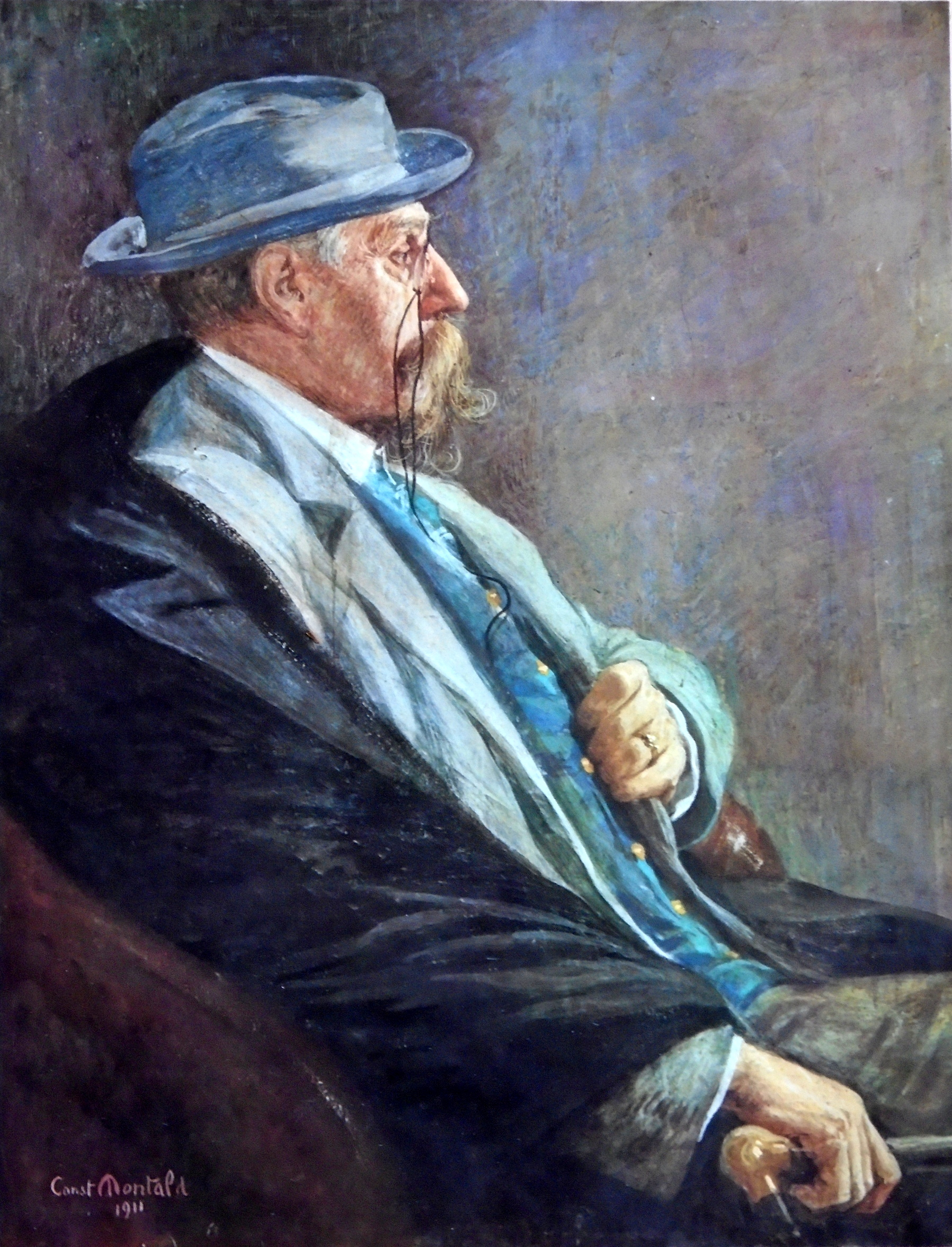
Émile Verhaeren peint par C. Montald.
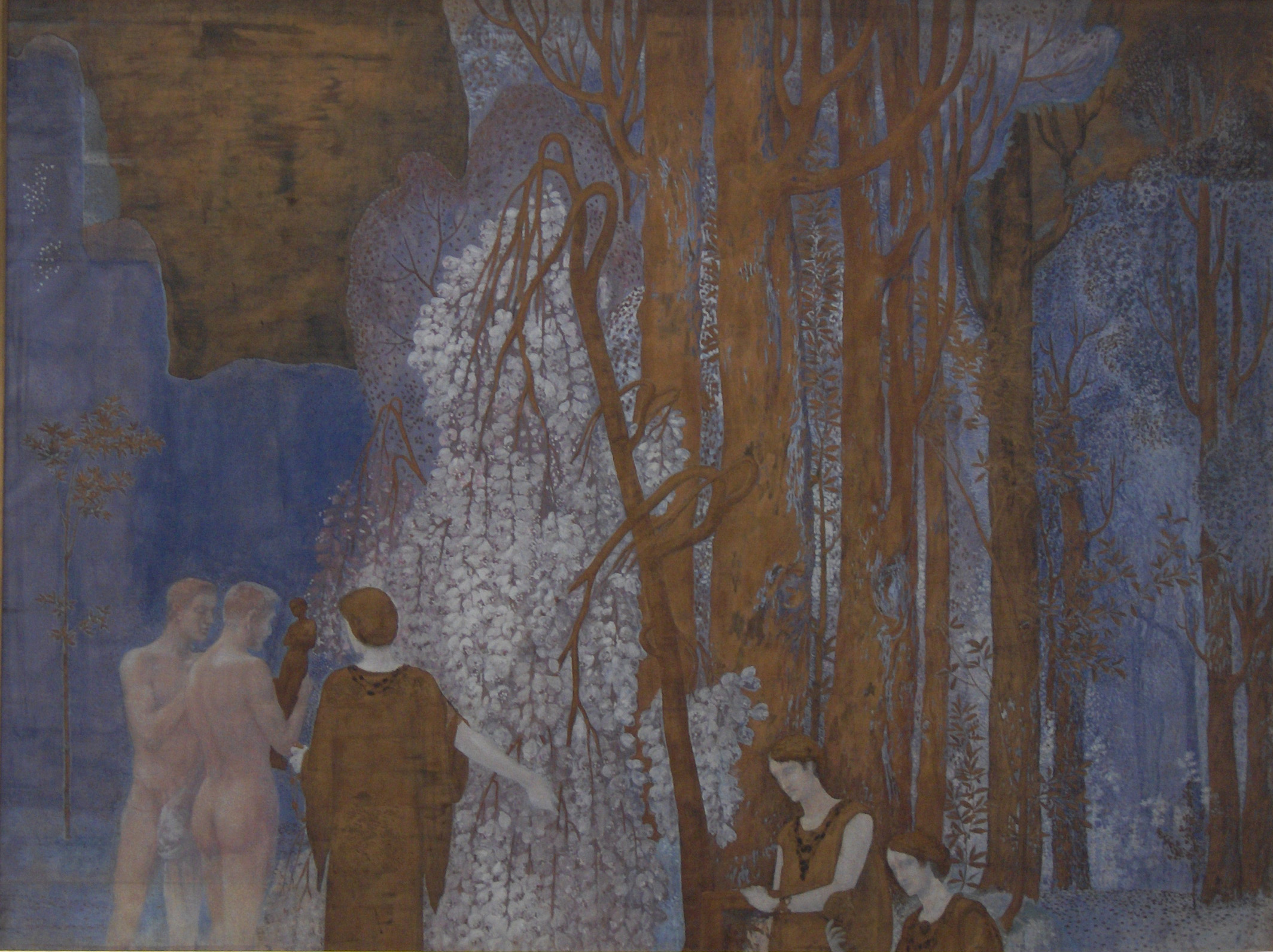
La barque de l'Idéal (1907). Une restauration a été faite en 1993. L'œuvre n'est plus qu'un fragment de ce qu'elle était autrefois.
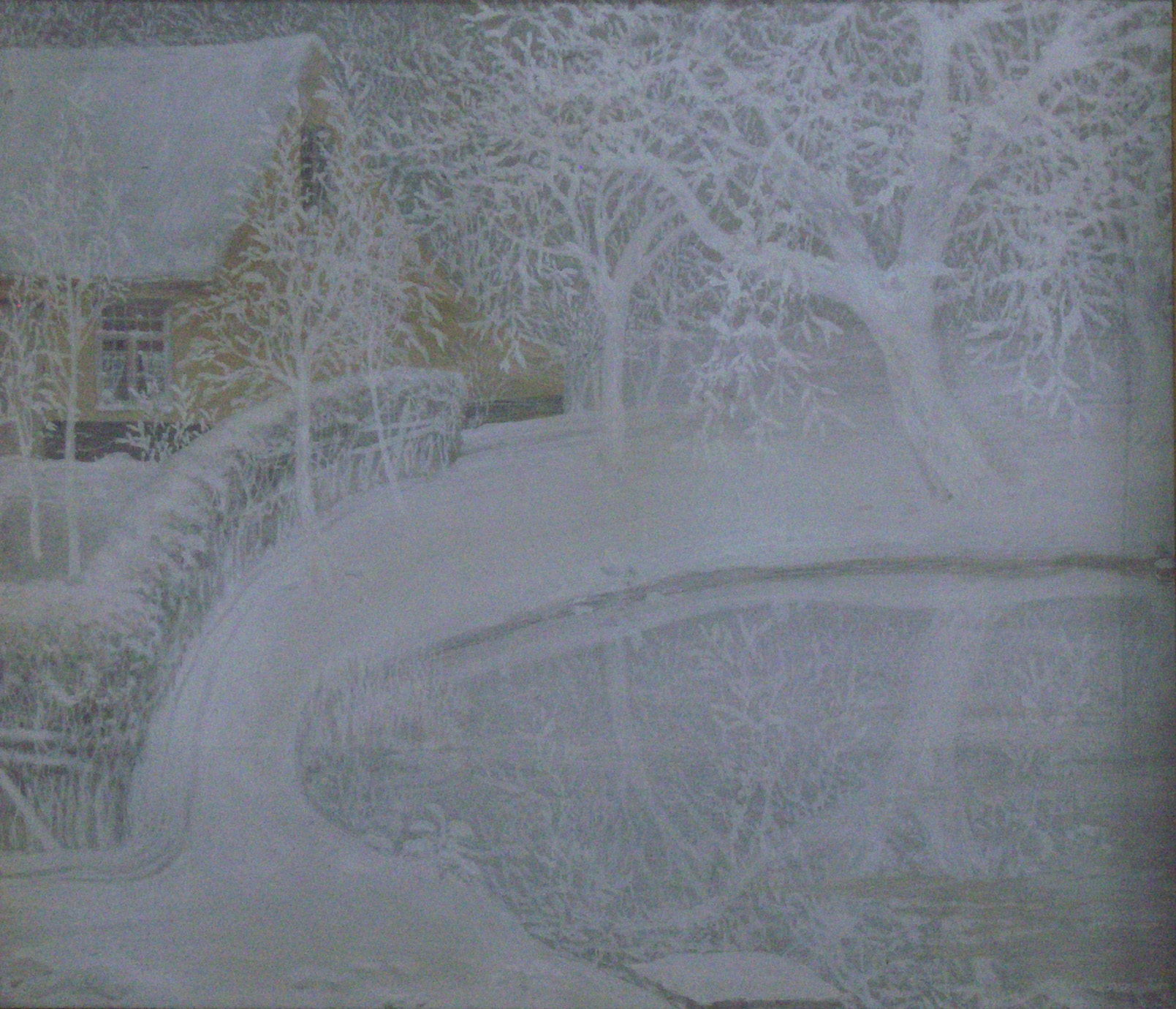
Jardin sous la neige (1916).

## Postérité
Son légataire universel, Jean Goffin, neveu de son épouse, a vendu sa propriété (comprenant la villa, les jardins et le parc) à la commune de Woluwe-Saint-Lambert. Le testament, outre des legs aux descendants de son frère et autres personnes, prévoyait la création d'un prix bisannuel institué en 1944 Constant Montald afin d'encourager l'art pictural monumental[réf. nécessaire]. La commune de Woluwe-Saint-Lambert a donné son nom à une avenue.
Le Musée provincial Émile Verhaeren  de Saint-Amand-près-l’Escaut[réf. nécessaire] a édité une partie de sa correspondance avec Verhaeven et a organisé une exposition consacrée entièrement à l’art et à la poésie de ces deux artistes unis par l’amitié (du 17 juin au 14 octobre 2018).